# ゆうどき香川ニュース610
『ゆうどき香川ニュース610』（ゆうどきかがわニュースろくいちまる）は、NHK高松放送局で2007年4月2日から2010年3月26日まで放送されていたローカルニュース番組である。

## 概要
『ゆうどき香川がいっぱい』を縮小改編して2007年4月2日に放送が開始された。
香川県をカバーする民放5局の夕方報道番組のローカルニュース枠は、準広域放送圏であるために対岸・岡山県のニュースに加え、東京発の全国ネットのスポーツコーナーが入る局もあるのに比べ、NHKは純粋に県域であることから、この番組は香川のニュースに集中して報道できる強みがあった（一部コーナーで岡山や四国3県のトピックスを伝えたり関西地区のうちの1局からの記者レポートを伝えることも）。そのこともあり、項目ごとの報道時間を長めにとる傾向がみられた。
2010年3月26日で終了、後継番組は『ゆう6かがわ』。

## 放送時間
平日 18:10 - 19:00（JST）

### 補足
- 18:52 - 18:54は東京発の気象情報をネット。
- 祝日は東京発の単発特番を編成するために番組は休止され18:45から『NHKニュース（テレビ欄・EPG上は『645かがわ』）』として放送。
- 台風等災害報道や内閣総理大臣が外遊先での共同記者会見が行われる場合、放送時間が原則18:30開始（最大延長18:40）に短縮され、この場合、東京発の気象情報はカットされ高松発で全国の天気をフォロー。
  - ニュースによってはローカルニュース・天気自体も休止。この場合、本来の気象情報の時間帯に左上に『おはよう日本』で使われる天気ループを出すことで補完した。
  - 2010年2月はバンクーバーオリンピックのハイライト番組が18:10 - 18:40で放送されたため番組は休止。『NHKニュース』として放送。斎藤政直のみ担当となり、スタジオも通常のローカルニュースで使用するスタジオでの放送となった。
- 年内最後の放送は『ゆうどき香川ニュースハイライト20○○（○○はその年の数字が入る）』として通常よりも長めに放送された。2007年度は17:05 - 18:59:55、2008年度以降は17:30 - 18:59:55。両年とも当日の県内ニュース・天気は別スタジオ（『845かがわ』・『おはようかがわ』などの定時ニュースのスタジオ）から放送される。2007年度は18:05頃から約10分間中断する形で放送されたが、2008年度以降は18:50から約10分間別枠として放送された（ハイライト番組としては18:50で終了）。

## 出演者

### キャスター
- 芳賀健太郎（2007・2008年度）
- 斎藤政直（2009年度）

- 夏季休暇中は白崎義彦が代行した。

### サブキャスター
- 青柳万美
- 上代真希
- 島麻希子

- 隔週交替。担当外の週ではコーナー担当や中継リポーター

## その他
- 教育テレビの中学･高校生向け教材を兼ねた番組『10minボックス・情報メディア』の「情報を選択する」で当番組が取り上げられ、ニュース番組の舞台裏とニュース項目をどのような基準で選択しているのかといった舞台裏が細かく紹介されている。